# Cardiocrinum
Cardiocrinum là một chi thực vật có hoa trong họ Liliaceae.